# Nylon Beat
Nylon Beat var en finländsk musikgrupp från Helsingfors inom genren pop, verksamma 1995-2003 med ett återupplivande 2007.
Deras skivor sålde i mer än 500 000 exemplar, de fick åtta guld- och sju platinaskivor och fick 1999 det finländska musikpriset Emma 
Gruppens debutalbum, Nylon Beat, kom ut 1996. Deras mest kända låtar är Teflon love, Rakastuin mä luuseriin, like a fool och Viimeinen.

## Medlemmar
- Jonna Kosonen
- Erin Koivisto

## Diskografi

### Album
- Nylon Beat (1996)
- Satasen laina (1997)
- Nylon Moon (1998) (engelska)
- Valehtelija (1999)
- Demo (2000)
- Extreme (2001)
- Last In Line (2002) (engelska)
- 12 apinaa (2003)
- Comeback (2004)
- Hyvää uutta vuotta Live (2004)
- Maailman pisin luokkaretki (2007)

### Singlar
- Oot kuin karkkia mulle (1995)
- Teflon love (1996)
- Rakastuin mä looseriin (1996)
- Lä-lä-lä (1996)
- Satasen laina (1997)
- Kuumalle hiekalle (1997)
- Jos (1997)
- Like a fool (1998)
- Umm ma ma (1998)
- Viimeinen (1998)
- Seksi vie ja taksi tuo / Liikaa (1999)
- Ainut jonka sain (1999)
- Musta joulu (1999)
- Viha ja rakkaus (2000)
- Syytön (2000)
- Syntinen (2000)
- Guilty (2001)
- Anna mulle (2001)
- Sanoja (2002)
- Moka (2002)
- Last in Line / Eternal Love (2002)
- 12 Apinaa  (2003)
- Petollinen päiväkirja (promo) (2003)
- Nukutaan (2003)
- Kevytlinja / Psykedeliaa (2003)
- Comeback (2004)
- Kuumalle Hiekalle - remix (2004)
- Teflon Love (live) (2004)
- Seksi vie 12 apinaa kuumalle hiekalle (2007)